# Motoki Ohara
Motoki Ohara (japanisch 小原 基樹 Ohara Motoki; * 9. März 2000 in der Präfektur Aichi) ist ein japanischer Fußballspieler.

## Karriere
Motoki Ohara erlernte das Fußballspielen in der Schulmannschaft der Seiwa Gakuen High School sowie in der Universitätsmannschaft der Tokai Gakuen University. Vom 21. September 2021 bis Saisonende wurde er an den Ehime FC ausgeliehen. Der Verein aus Matsuyama, einer Stadt in der Präfektur Ehime, spielt in der zweiten japanischen Liga. Sein Zweitligadebüt gab Motoki Ohara am 10. Oktober 2021 (33. Spieltag) im Heimspiel gegen V-Varen Nagasaki. Hier wurde er in der 90. Minute für Takumu Kawamura eingewechselt. V-Varen gewann das Spiel 2:0. 2021 absolvierte er sieben Zweitligaspiele. Am Saisonende 2021 belegte er mit Ehime den 20. Tabellenplatz und stieg in die dritte Liga ab. Nach der Ausleihe wurde er am 1. Februar 2022 von Ehime fest unter Vertrag genommen. Nach insgesamt 37 Ligaspielen wechselte Ohara im Januar 2023 zum Erstligisten Sanfrecce Hiroshima. Einen Monat später wurde er an den Zweitligisten Mito Hollyhock ausgeliehen. Für den Verein aus Mito bestritt er 2023 vierzig Ligaspiele. Nach der Ausleihe kehrte er Ende Januar 2024 wieder nach Hiroshima zurück. Am Ende der Saison 2024 wurde er mit Sanfrecce Hiroshima Vizemeister der Liga.

## Erfolge
Sanfrecce Hiroshima
- Japanischer Vizemeister: 2024